# Cục Quân nhu, Quân đội nhân dân Việt Nam
Cục Quân nhu trực thuộc Tổng cục Hậu cần thành lập ngày 25 tháng 3 năm 1946 là cơ quan đầu ngành quản lý và bảo đảm quân trang, nhu yếu phẩm cấp chiến lược của Quân đội nhân dân Việt Nam.

## Lãnh đạo hiện nay
- Cục trưởng: Thiếu tướng An Phương Nam

Cục phó: Đại Tá Đỗ Văn Hậu
Cục phó: Đại tá Vũ Ngọc Thăng

## Tổ chức
- Phòng Tham mưu - Kế hoạch
- Phòng Chính trị
- Ban Hành chính - Hậu cần
- Phòng Kỹ thuật - Kiểm định
- Phòng Khoa học - Quân huấn
- Phòng Sản xuất
- Ban Tài chính
- Viện Nghiên cứu Quân nhu
- Kho 205
- Kho 690

## Lãnh đạo qua các thời kỳ

### Cục trưởng
- Vũ Anh, từ 25.3.1946 - 1947, Cục trưởng đầu tiên
- Đại tá Trần Dụ Châu, từ 19.3.1947 - 1949[2]
- Đại tá Phan Tử Lăng, từ 18.6.1949 - 1950, nguyên Cục trưởng Cục Quân chính, kiêm nhiệm Cục trưởng Cục Quân nhu[3]
- Nguyễn Thanh Bình, từ 22.3.1950 [4]
- Trần Phước, từ 1997 - 2001 [5]
- Thiếu tướng Phạm Tiến Luật, 2009 - 2014
- Thiếu tướng Nguyễn Xuân Hải, từ 2014 - 2020
- Thiếu tướng An Phương Nam, từ 2020 - nay [6]

### Chính ủy
- Đại tá Dương Minh Tuấn